# Зеркальная маска
«Зерка́льная ма́ска» (англ. MirrorMask) — художественный фильм 2005 года американских студий Jim Henson Company и Destination films по сценарию Нила Геймана и Дэйва Маккина. Режиссёром фильма стал Дэйв Маккин. Премьера фильма состоялась на кинофестивале «Сандэнс» 25 января 2005 года. В большинстве стран фильм прошёл малым экраном осенью 2005 — весной 2006 года. В России фильм вышел сразу на DVD.
В фильме сыграла свою последнюю роль актриса Дора Брайан. Сценарий фильма послужил основой новеллы Нила Геймана «Mirrormask» и концепции журнала «A Really Useful Book».

## Сюжет
Хелена (Стефани Леонидас) — дочь циркачей, жонглёрша. Ей кажется, что жизнь её скучна и однообразна, что родители подавляют её свободу. Поэтому она рисует на стенах своего фургончика волшебный мир Света и Тьмы, придумывает его обитателей и странные законы, по которым этот мир живёт.
Однажды она ссорится с матерью (Джина Макки), а позже та прямо во время представления теряет сознание и попадает в больницу. Ей предстоит операция. Отец (Роб Брайдон) оказывается в трудной ситуации — если цирк не уедет на гастроли, он прогорит, но и уехать, оставив жену в больнице, он не может.
Расстроенная Хелена внезапно обнаруживает, что выдуманный ею мир перемешивается с реальностью, — проснувшись ночью, она почти помимо своей воли оказывается в магическом сюрреалистическом мире, странно похожем на её собственные рисунки. Этот мир делится на Светлую и Тёмную сторону, у каждой из которых есть своя королева (в её образе Хелена в обоих случаях представляет свою мать). Жители Светлой стороны — артисты-циркачи, зарабатывающие на жизнь своим искусством. Все жители этого мира носят маски. Но он населён не только людьми — там есть странные животные-сфинксы, которые обладают кошачьими повадками, говорят загадками и питаются книгами, воздушные рыбы, загадочные глаза-пауки, парящие в воздухе великаны и другие существа. Проводником Хелены в этом причудливом мире становится легкомысленный жонглёр Валентайн (Джейсон Барри). В волшебном мире нарушено равновесие: тени Тёмной королевы постепенно поглощают Королевство Света, а Светлая королева заколдована и не может ей противостоять. Для того, чтобы её расколдовать, необходимо найти талисман, о природе которого ничего не известно. Чтобы искупить свою вину перед матерью, Хелена хочет спасти Светлую королеву и готова найти загадочный талисман. В этом ей поможет Валентайн и «Очень полезная книга», которая сама прилетела к ней в Городской библиотеке.
В пути Хелена видит странные «окна» — через них она может видеть тот реальный мир, который она покинула. Постепенно она понимает, что девушка, которую она видит в своём мире очень похожа на неё, но это не она сама, а некая загадочная Тёмная принцесса, которая постоянно ссорится с отцом.
Первым этапом поисков становится встреча с «вращающимися» великанами, которые сообщают ей, что талисман — это зеркальная маска. Также они дают ей шкатулку, в которой лежит ключ. Второй этап — это разговор с хозяйкой магазина масок. От неё они узнают, что зеркальная маска способна «дать человеку то, что он хочет». Затем Хелена с Валентайном поднимается на вершину причудливой башни и там знакомится с существами (помесь орангутангов и птиц), которые называют себя «Боб». Убегая от теней, они поднимают её в воздух, оттуда она видит следующий этап поисков — светящуюся точку на границе Темного и Светлого Королевства, куда существа её и приносят. В этом месте грань между фантазиями и реальностью становится очень хрупкой — ей кажется, что она разговаривает с матерью в образе Белой королевы, которая ей советует искать дальше и говорит, что потерянная вещь «наверняка у неё прямо под носом». Тогда Хелена воображает маленький домик, который тут же появляется прямо перед ней — и в нём множество замков, один из которых должен быть открыт имеющимся у неё ключом. Но мир начинает сотрясаться — это Темная королева выследила её и забирает её к себе в замок, где заколдовывает её так, чтобы она забыла о своём прошлом. Тем временем Валентайн открывает ключом замок и достаёт записку от Тёмной принцессы — дочери Тёмной королевы, которая хотела сбежать из этого фантастического мира, чтобы жить настоящей, реальной жизнью. С этой запиской он приходит к Хелене и при помощи своего циркового искусства пробуждает в ней память.
Хелена понимает, что Тёмная принцесса — её двойник, поменявшийся с ней жизнью, но сделав это, она нарушила равновесие этого мира и он теперь разрушается. Хелена выясняет, что принцесса спрятала зеркальную маску там, где никто не стал бы её искать — в зеркале. Теперь ей нужно найти одно из тех окон, которые она видела по пути, — они являются единственными проводниками между миром фантастическим и реальным, при этом Хелена понимает, что это те окна, которые она сама когда-то рисовала на своих картинках. Но дело затрудняется тем, что сбежавшая принцесса в реальном мире уничтожает её рисунки, а вместе с ними исчезают и «окна». Хелена бежит из замка Тёмной королевы вместе с Валентайном и зеркальной маской, а Тёмная королева преследует её. Валентайн призывает свою летающую башню — и в ней Хелена видит «окно», но не успевает надеть маску — её двойник-принцесса срывает картинку со стены и окно исчезает. Все рисунки уничтожены. «Она победила?» — говорит Хелена. Но ещё осталось окно в двери на крышу, которое Хелена разрисовала, как одно из «окон» придуманного мира. Хелена надевает зеркальную маску и меняется местами со своим двойником.
Утро. Хелена просыпается на крыше своего дома. К ней приходит отец и будит её. Звонит врач из больницы и сообщает, что операция прошла успешно и мама выздоровеет.
В последних кадрах мы видим будни цирка в атмосфере дружбы и взаимопонимания. Туда приходит молодой человек, который хочет работать в цирке. Он очень похож на Валентайна.

## В ролях
- Стефани Леонидас — Хелена
- Джейсон Барри — Валентайн
- Роб Брайдон — отец Хелены
- Джина Макки — мать Хелены
- Дора Брайан — тётушка Нэн

## Награды
- Фильм номинировался на премию «Золотой леопард» на международном фестивале в Локарно 2005 года; на этом же фестивале режиссёр Дэйв Маккин получил за него специальную премию молодёжной аудитории.
- Фильм получил зрительскую премию на кинофестивале в Сарасоте[англ.] 2005 года.